# Bredfjedskibet
Bredfjedskibet er er dansk skibsvrag fra renæssancen. Fartøjet blev fundet i Bredfjed ved Rødby på Lolland i 1993. Det har navn efter fundstedet.
Det er et klinkbygget handelsskib, der er ca. 12 m langt. Ved kulstof 14-datering ses det at stamme fra omkring år 1600.
En rekonstruktion blev søsat i 2001 og har kunnet ses på Middelaldercentret ved Nykøbing Falster, og en model af skibet kan ses i en glasmontre i Bredfjed ved parkeringspladsen.

## Fundet
Vraget blev opdaget i 1969 i den tørlagte Rødby Fjord, der indtil 1878 havde været en naturlig fjord i tilknytning til Femern Bælt på det sydlige Lolland. Rødby havde været en vigtig købstad for handel med Tyskland og Slesvig-Holsten.
Flere store stormfloder gjorde, at vandet trak sig tilbage og førte jord med ud i fjorden. Derfor blev byens havn, der lå ved Dragsminde, flyttet til Kramnitse allerede i 1749. Efter massive oversvømmelser i forbindelse med 
Stormfloden d. 12. november 1872 blev det besluttet at bygge et dige for at beskytte øen mod fremtidige oversvømmelser. En pumpestation pumpede vandet ud af fjorden, som langsomt blev tørlagt. I 1966 ophørte fjorden med at eksistere og tre år senere blev et skibsvrag lokaliseret ikke langt fra den gamle havn ved Dragsminde i et område, som hed Bredfjed ved indsejlingen til fjorden.
Det gik lang tid inden skibet blev udgravet og undersøgt. Først i 1993 blev skibet udgravet af 
Nationalmuseets Marinarkæologiske Forskningscenter fra Roskilde. Et par år tidligere blev vraget let beskadiget under anlægsarbejdet af et sommerhusområde, idet el- og vandledninger blev ført tværs igennem fundstedet.
Fundet blev dateret til omkring 1600 ± 5 år ved hjælp af dendrokronologi og var særligt interessant, fordi klinkbyggede fartøjer fra den danske renæssance er sjældne.

## Skibet
Skibsvraget var stødt på grund og alt indhold var fjernet sammen med tovværk, jernbeslag og en del af træværket. Fra dræningen til udgravningen fandt sted forsvandt yderligere en del af træværket, og det var kun bunden der var tilbage ved udgravningerne i 1993. Den var til gengæld ganske velbevaret.
Bredfjedskibet er skibsbygningshistorisk interessant, da det skiller sig ud fra andre typer klinkbyggede skibe. Kløvede planker var det mest normale til mindre skibe i både vikingetiden og middelalderen, men Bredfjedskibet er fremstillet af savskårne.
Skibet er næsten perfekt symmetrisk, hvilket var almindeligt i skibsbyggeri på den tid. Ofte blev der brugt korte uregelmæssige planker til mindre skibe i middelalderen og renæssancen, hvilket gav asymmetriske skrog. Yderligere er formen på skroget meget strømlinet, hvilket adskiller skibet fra andre fund.
I forskibet findes planker af bedste kvalitet, idet denne del af skibet kræver størst styrke. Plankerne i agterenden er af dårligere kvalitet. På trods af denne prioritering har plankerne ikke været stærke nok, hvilket kan forklare, at skibet er trukket i stykker. Det kan være sket i et forsøg på at trække skibet fri af en sandrevle. I forenden af skibet var boret et hul til at fastgøre et reb i, så skibet kan bugseres.
For at få samme styrke i plankerne som ved kløvning, er tykkelsen øget 30-50%.
Den fulde længde på skibet har været 13,4 m med bovspryd. Dybdegangen har været omkring 1 meter og med en bredde på 5 m har det været et fragtskib. Det er muligt at skibet er bygget i Lübeck idet mange af skibet dele er efter lybsk mål.
Vragdelen blev efter udgravningen genbegravet for at bevare dem bedst muligt.

## Rekonstruktion
Skibet blev rekonstrueret af Middelaldercentret i samarbejde med Nationalmuseets Marinarkæologiske Forskningscenter i Roskilde. Eftersom det kun var bunden, der var bevaret, har man måttet forsøge at rekonstruere resten ud fra billedmateriale fra samtiden af lignende skibe. Bl.a. kobberstikket "Koppenhagen" af Hugo Allard fra første halvdel af 1600-tallet, kobberstikket "Hafnia" af Jan Dirch fra 1611 og et oliemaleri af Hendrick Cornelius Vroom på Marienlyst Slot i Helsingør.
Ud fra konstruktionen har man antaget at skibet har haft to master - en formast og en stormast. Rekonstruktionen har vist gode sejlegenskaber med de to master.
Tegningerne var klar i 1999, og dele af skroget blev bygget på Fejø Bådeværft i vinteren 2000. Skroget blev flyttet til Middelaldercentret, hvor arbejdet blev færdiggjort. Skibet blev søsat 7. maj 2001 og blev døbt Sophie efter enkedronning Sophie af Mecklenburg, der sad på Nykøbing Slot, da skibet sejlede. Det var kulturminister Elsebeth Gerner Nielsen, der døbte skibet. Skibet vejede 15 tons og havde 10 tons sten som ballast. Stenene stammede fra torvet i Sakskøbing.
I 2013 viste det sig, at skibet var angrebet af svamp i en sådan grad, at det ikke kunne svare sig at reparere Sophie, da prisen for en reparation ville overstige prisen på at fremstille et nyt skib. Analyser viste, at svampen havde siddet i træet allerede, da skibet blev bygget, og det var således ikke som følge af dårlig vedligeholdelse. Det var herefter planen at Sophie skulle sænkes med last for give forskere mulighed for at se, hvordan forskellige ting forrådner og dermed give viden om andre skibsvrag. Skibet skulle ligeledes kunne bruges af marinearkæologistuderende under deres uddannelse.
I 2019 annoncerede museet, at det trods flere års arbejde ikke var lykkedes Faaborg Museum at få de fornødne tilladelse til at sænke skibet i Det Sydfynske Øhav som planlagt. Skibet havde på dette tidspunkt ligget i Faaborg i 5 år. Middelaldercentret valgte derfor at at få skibet tilbage til museet, hvor det stadig kunne være offentlig tilgængelig og museet kunne bruge det i formidlingen som et eksempel på, hvad der også skete med skibe i middelalderen. Jim Lyngvild havde også kontaktet museet for at få skibet hjem på sin private grund, hvor han ønskede at bruge det som vikingeskib, på trods af at skibet er fra den allerseneste del af middelalderen på grænsen til renæssancen.